# 修道女
修道女（nun ）とは、原則的にカトリックや正教会などキリスト教の修道女を指しており、キリスト教の宗教的共同体の女性メンバーであり、典型的にはキリスト教の僧院の中で清貧・貞潔・従順の誓願の下に生活する。
修道女は、カトリック・正教会・聖公会・ルーテル教会などの教派にいる。
なお数あるプロテスタント諸派のほとんどは修道院を持たず修道女もいないが、プロテスタントでも最古参のルーテル教会や聖公会には例外的に修道院があり修道女がいる、という状況になっている。
英語圏ではシスター（sister）ともいう。キリスト教ではキリスト教信仰を共有する人々を「兄弟姉妹（きょうだいしまい。ブラザーアンドシスター）」と呼ぶため、英語圏では名前が分からない修道士や修道女に呼びかける場合は、とりあえず男性修道士をブラザーと呼び、修道女をシスターと呼ぶ。その影響で、修道女とシスターの2語は混同して用いられることが多いが、厳密に言うと異なる。「修道女」が歴史的には盛式誓願を立て、僧院や修道院で祈りと観想の生活を送るのに対し、「シスター」は単式誓願を立て、教育や医療などの分野における祈りの活動と慈善事業に生きる。例としては、1212年にフランシスコ会の中に設立された聖クララ修道会や、1950年にマザー・テレサによって最も貧しい人々のために設立された慈愛の宣教者たちがある。

## 画像集

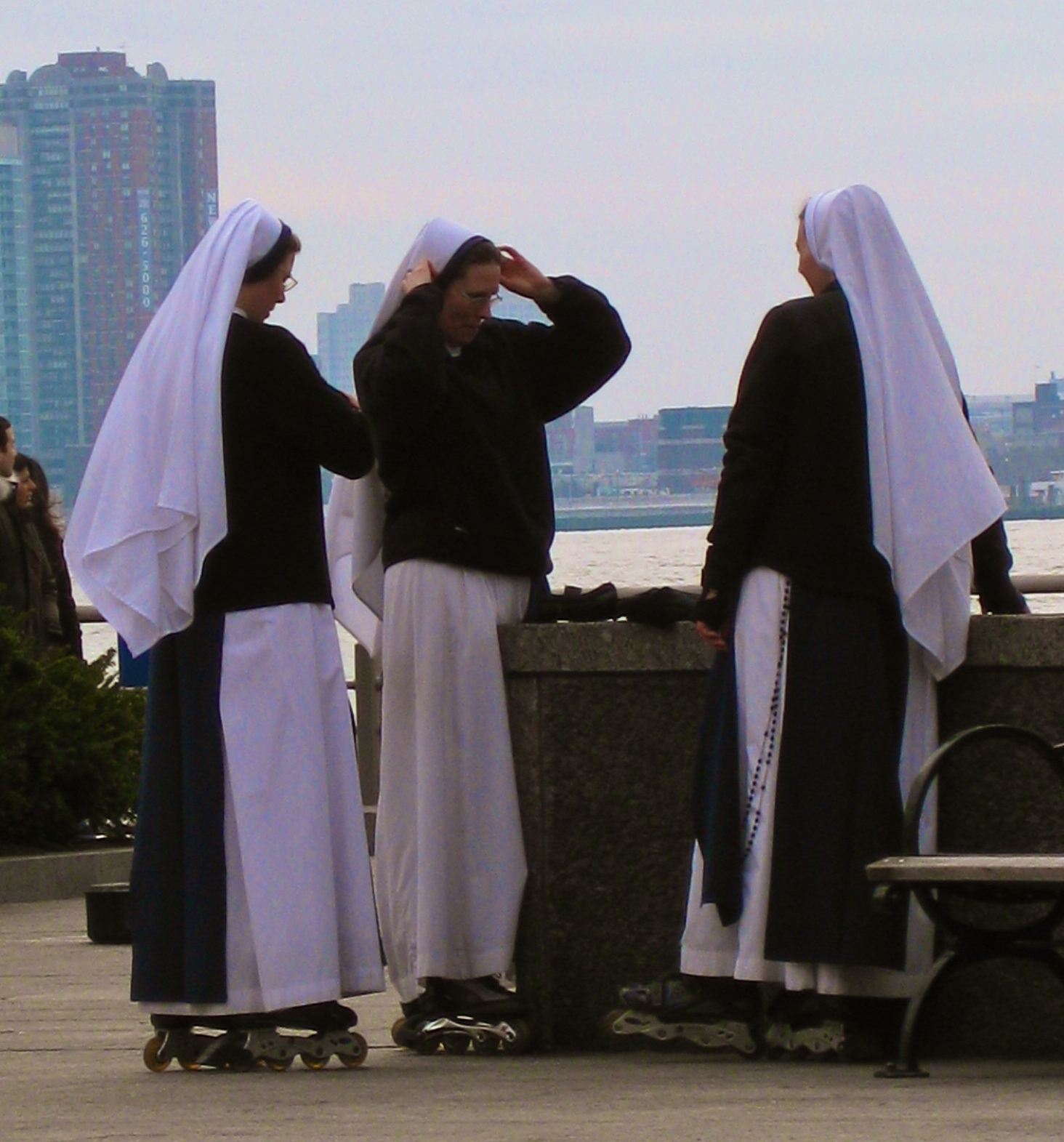
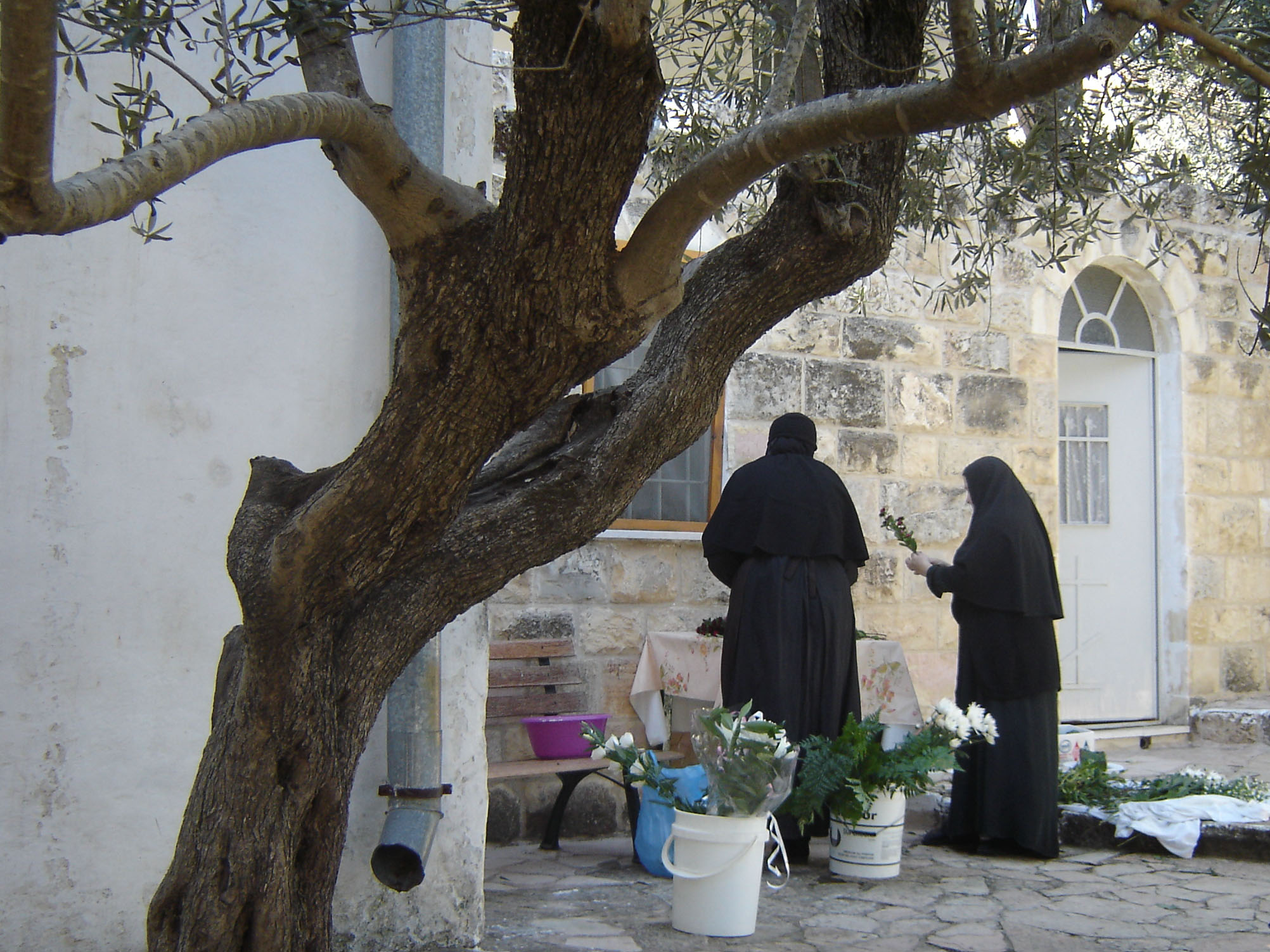
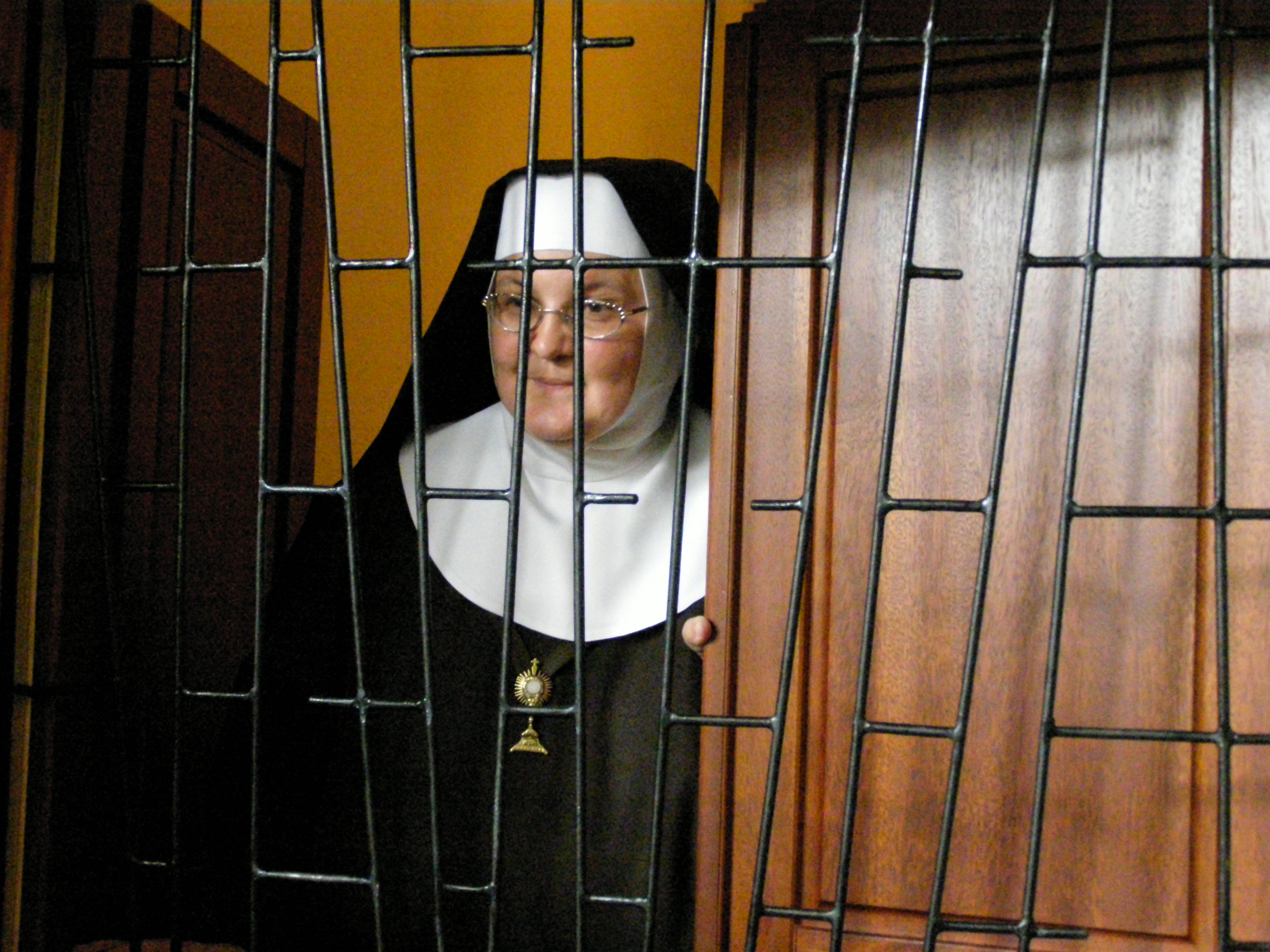
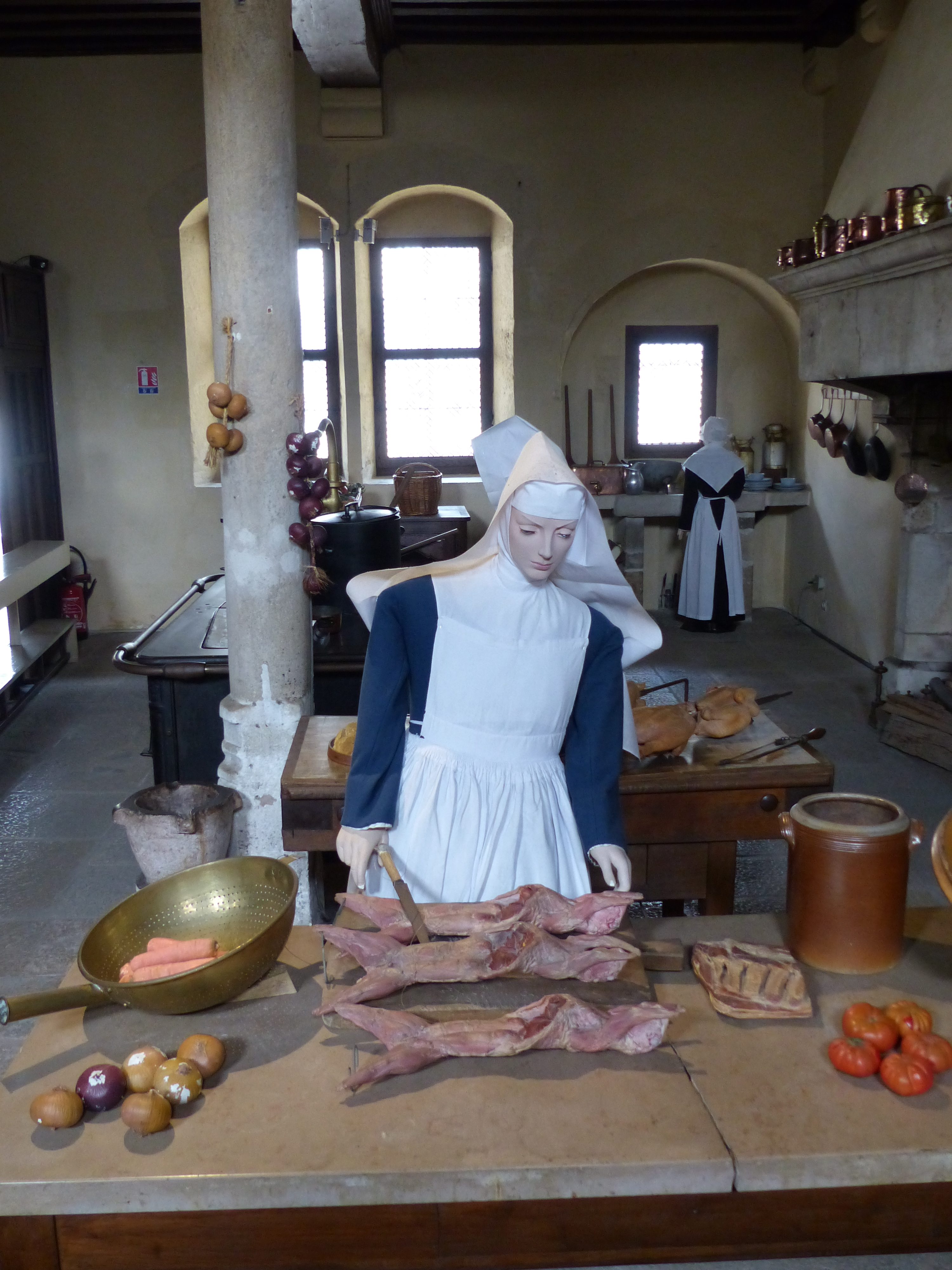
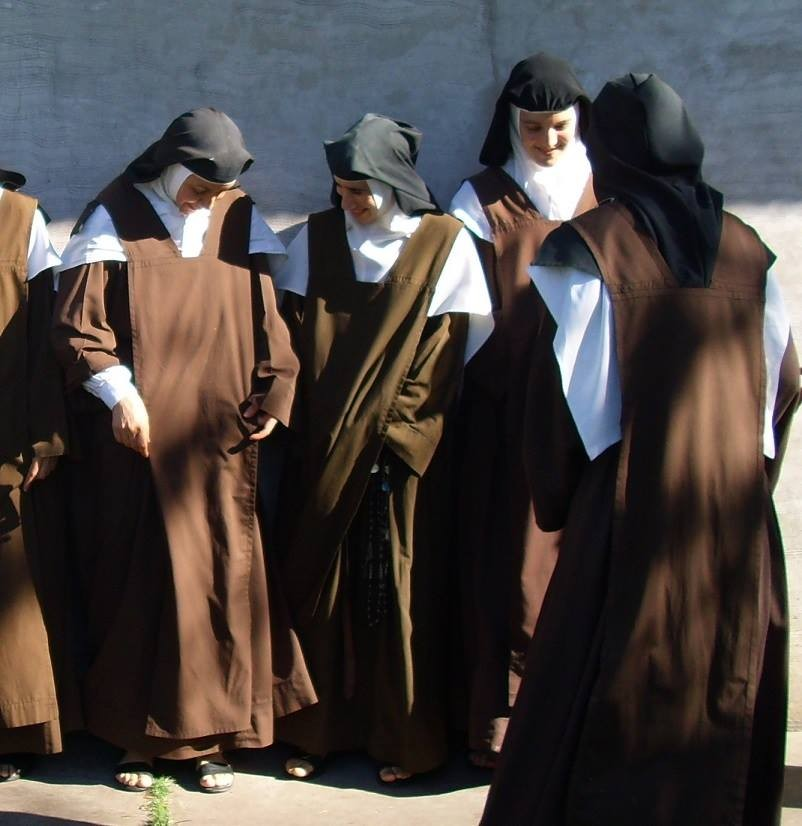
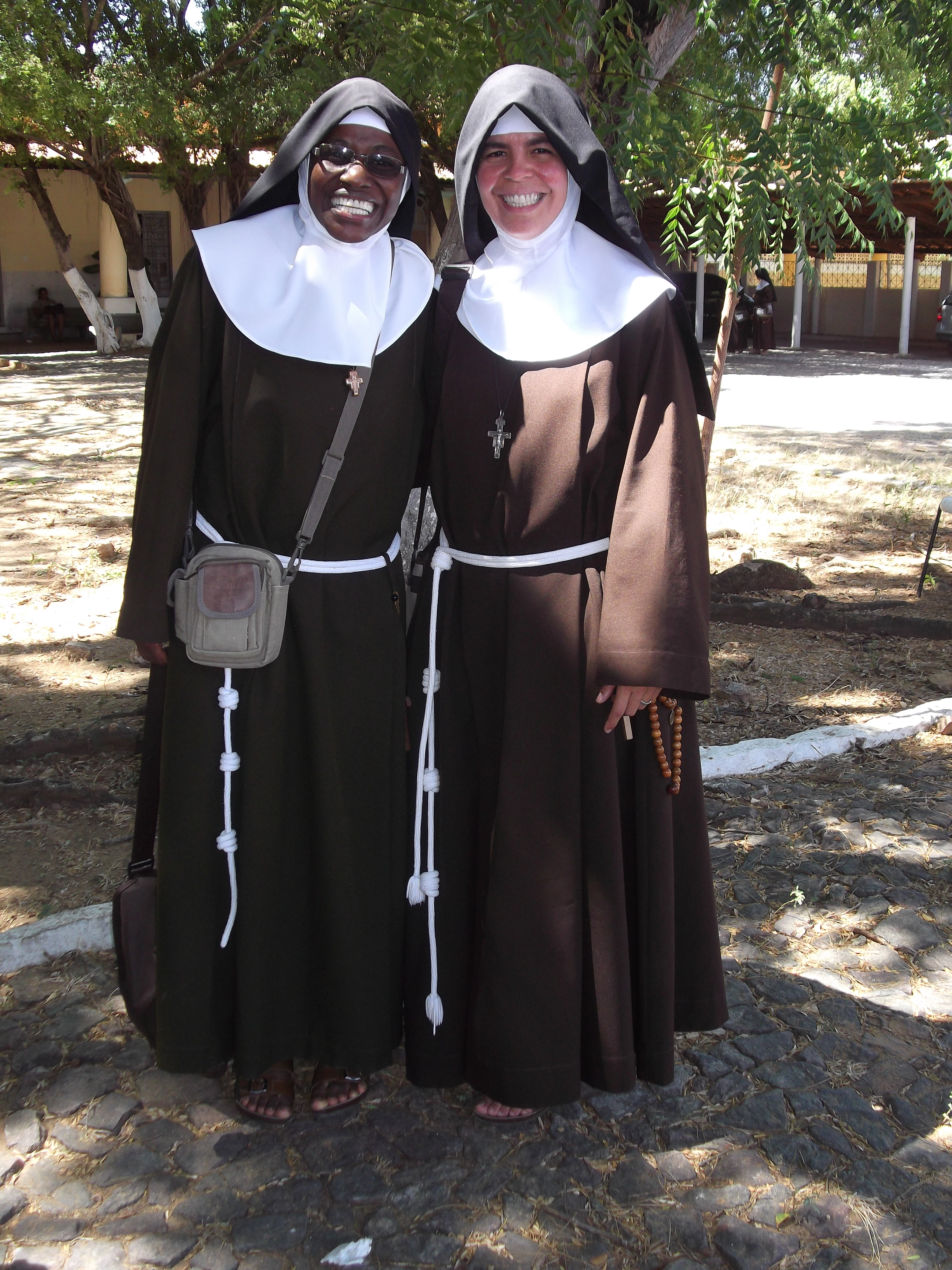
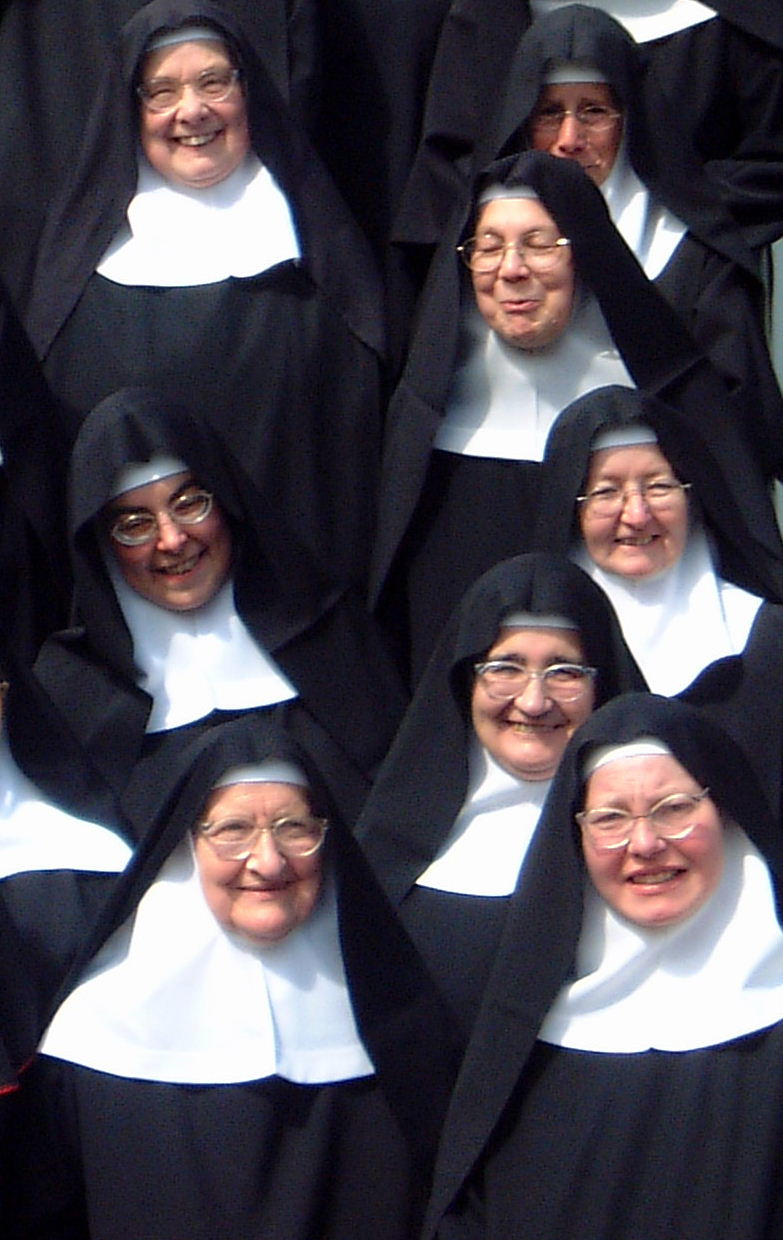

## 他の宗教の場合
他の宗教の共同体の女性は通常は修道女とは呼ばない。
たとえば仏教の共同体の女性は比丘尼（や「尼さん」）といい、決して修道女とは呼ばない。
キリスト教の修道女とはそもそも信仰内容が大きく異なり、祈り方も、戒律も異なり、着用する衣服も異なる。

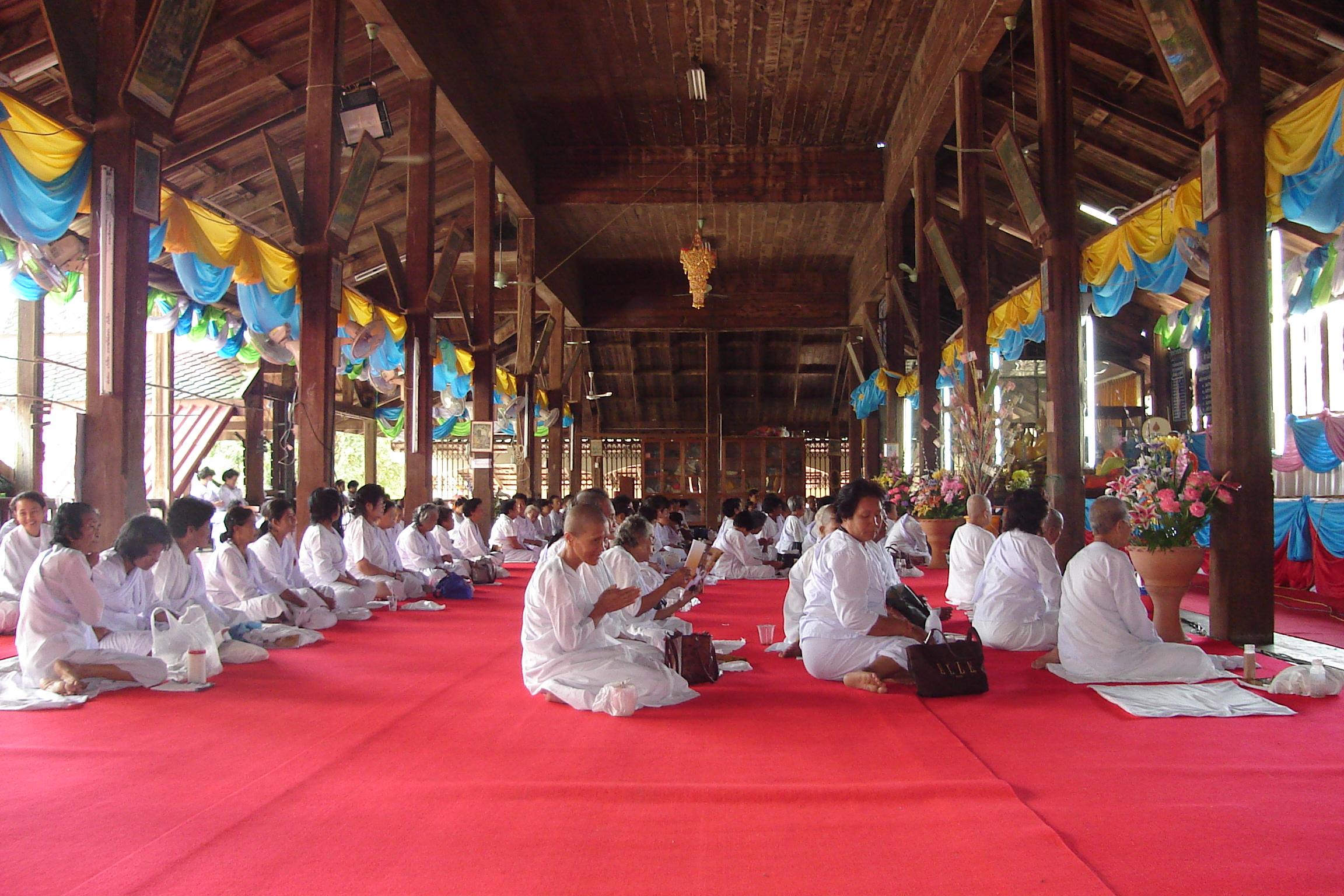
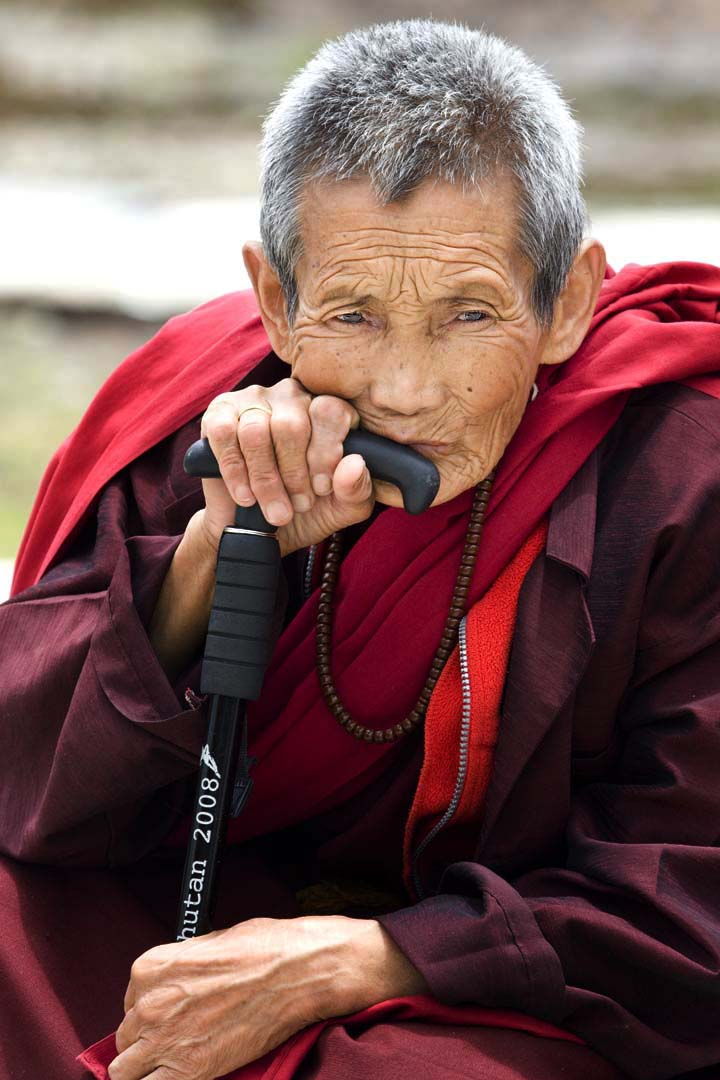
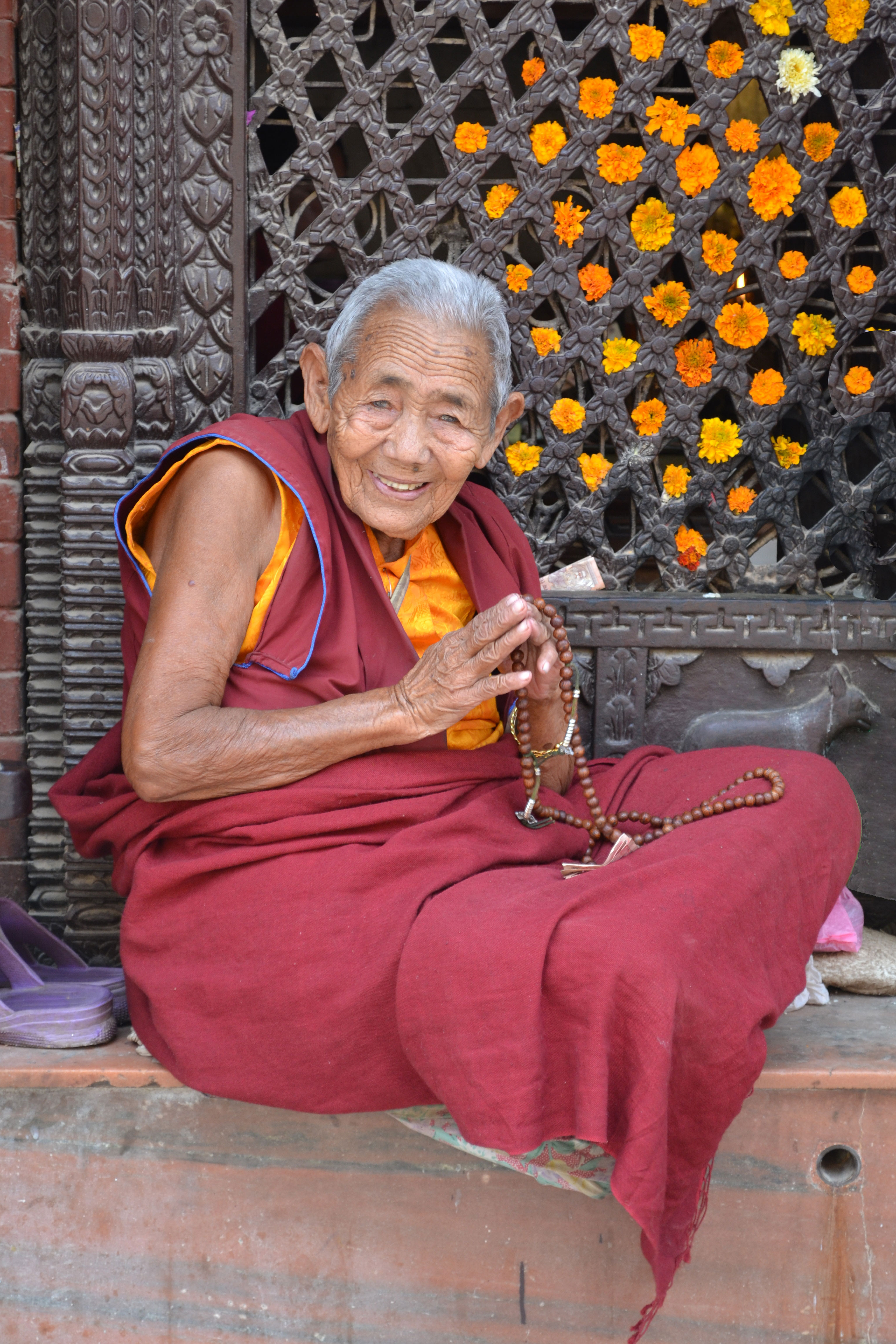
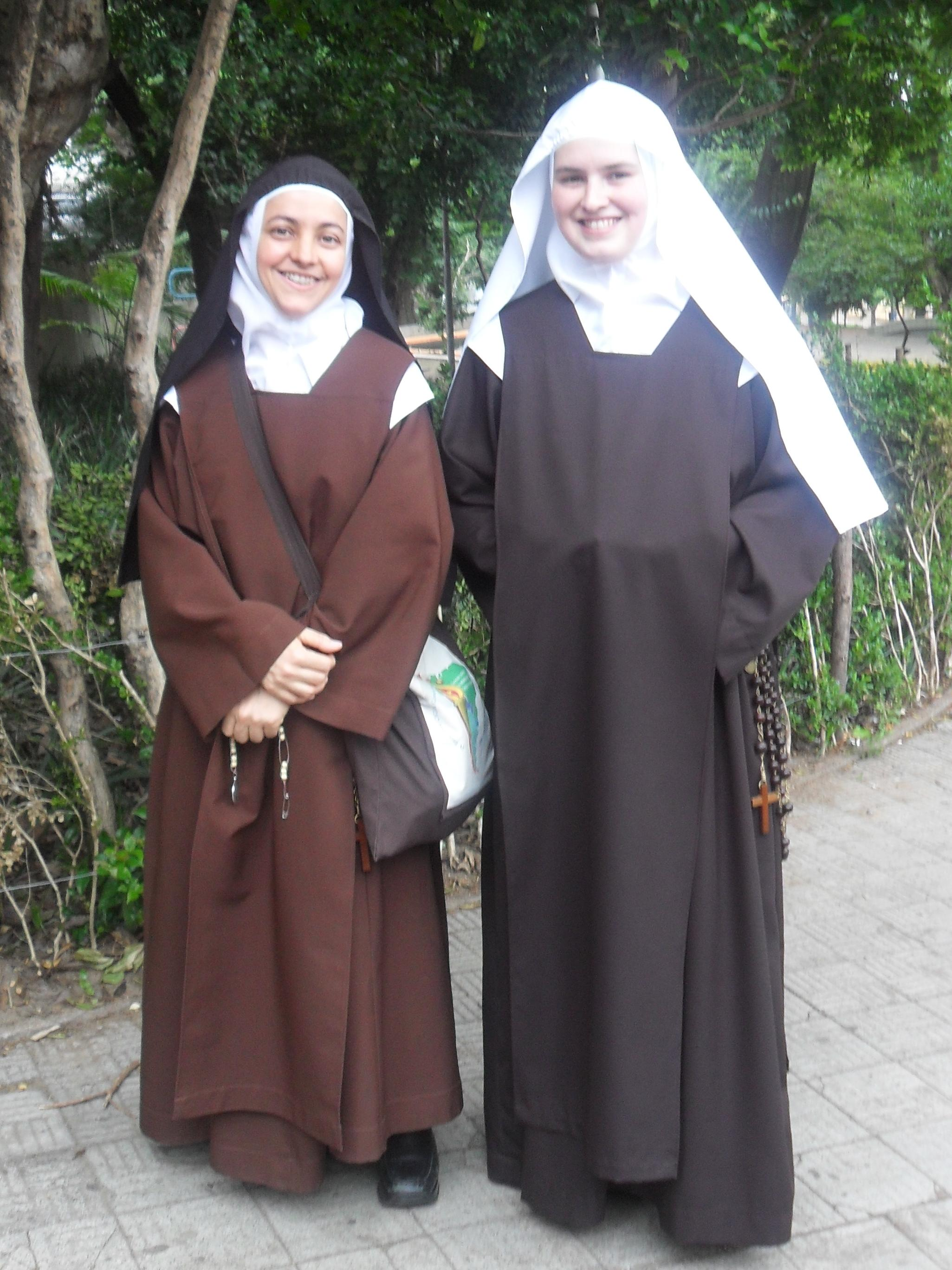
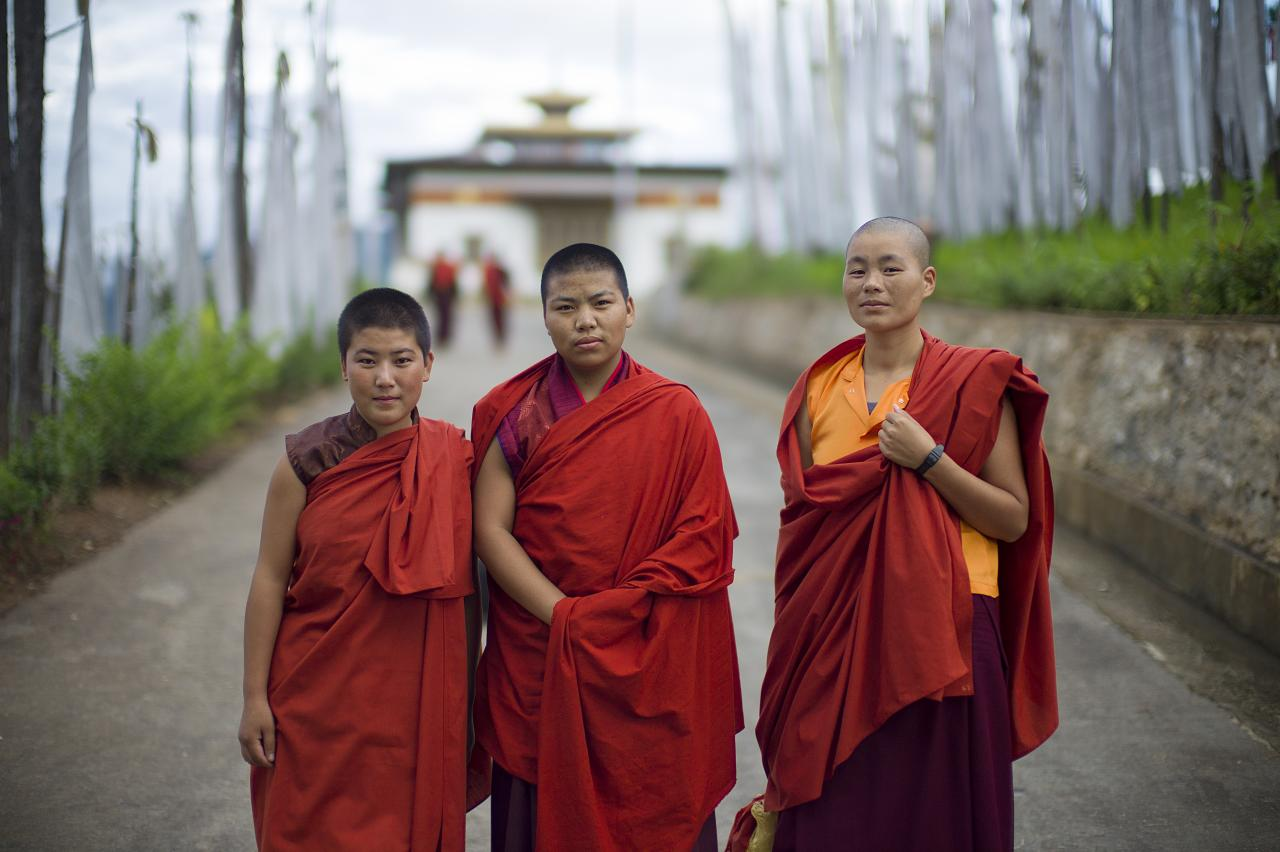
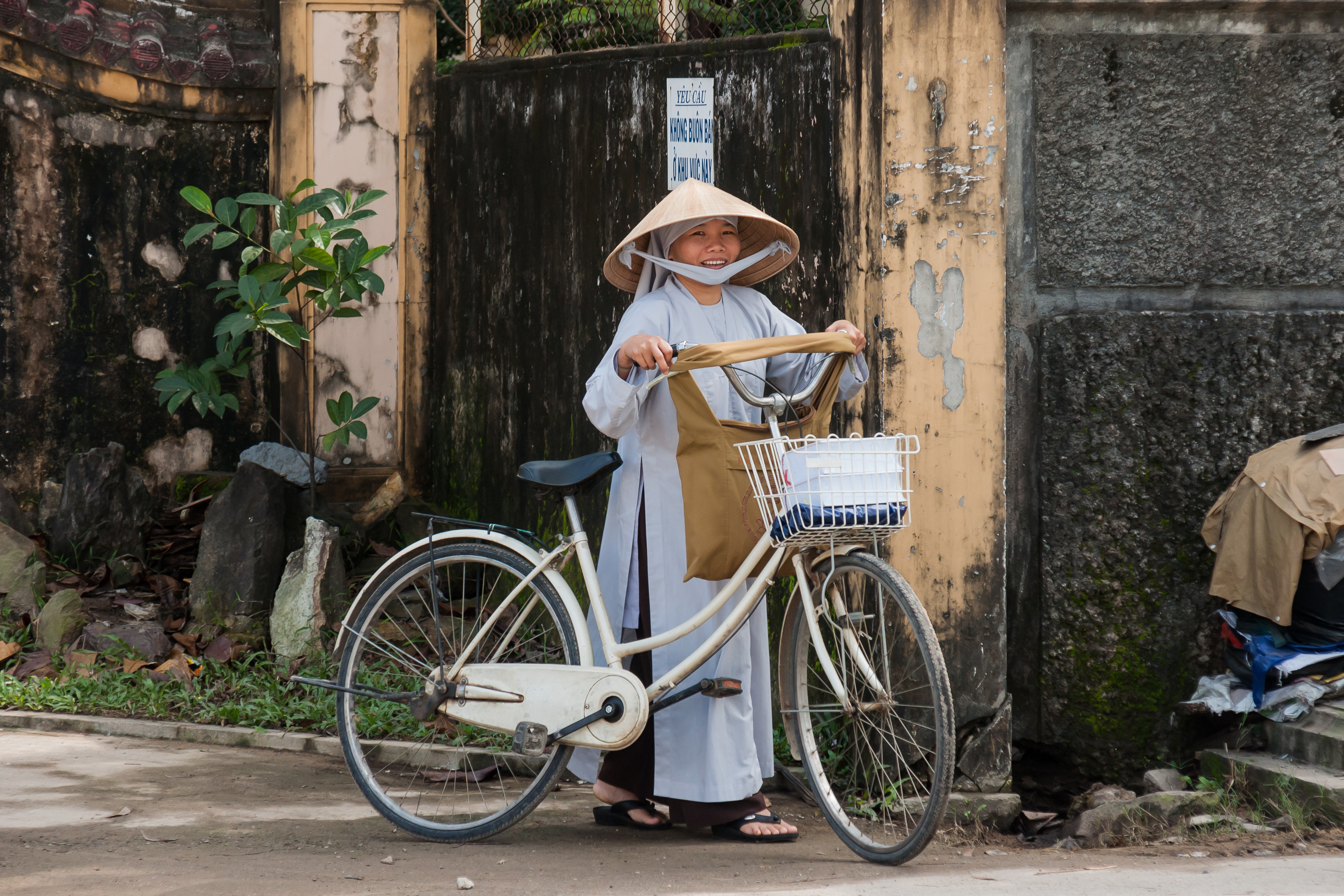
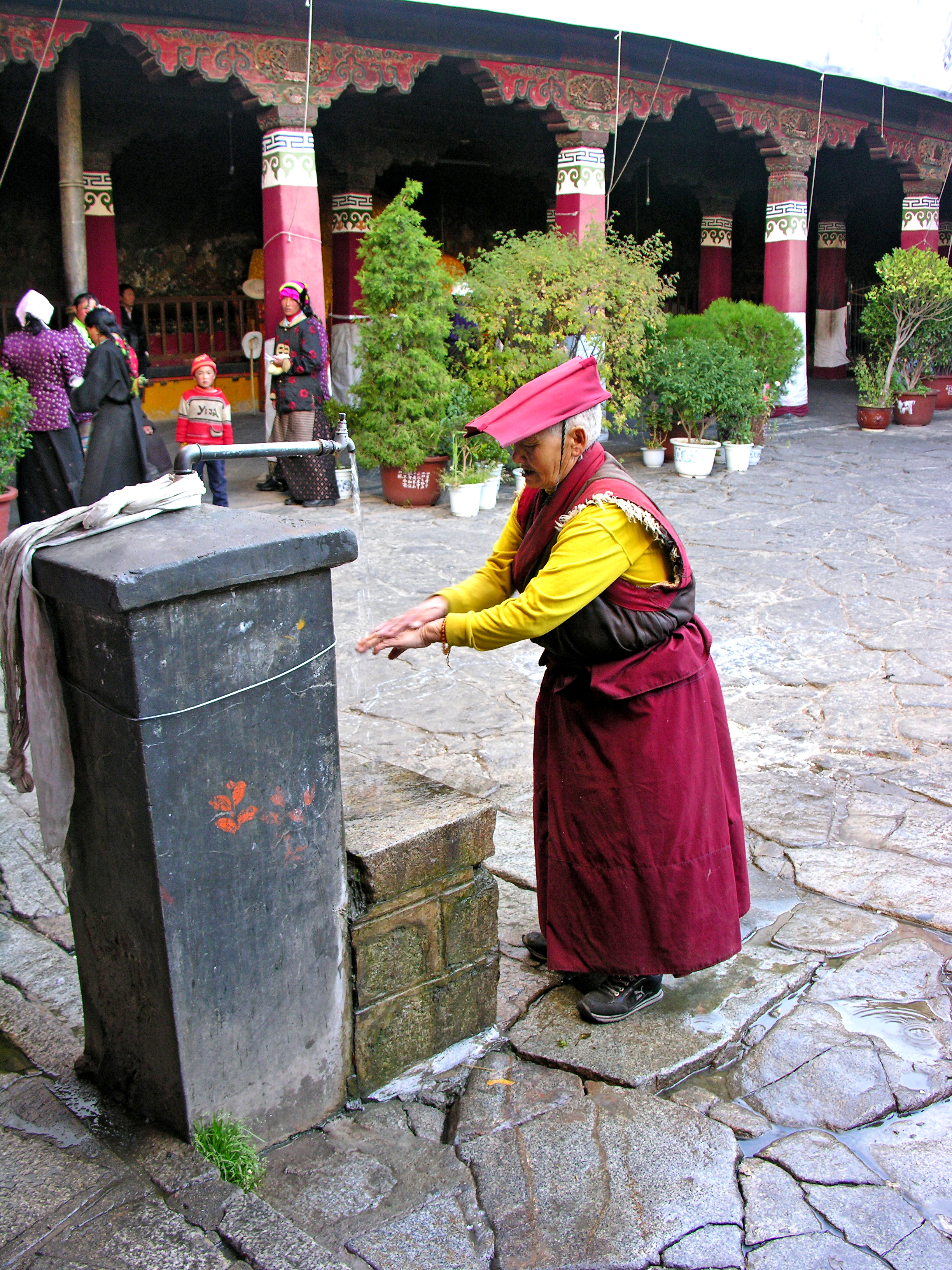
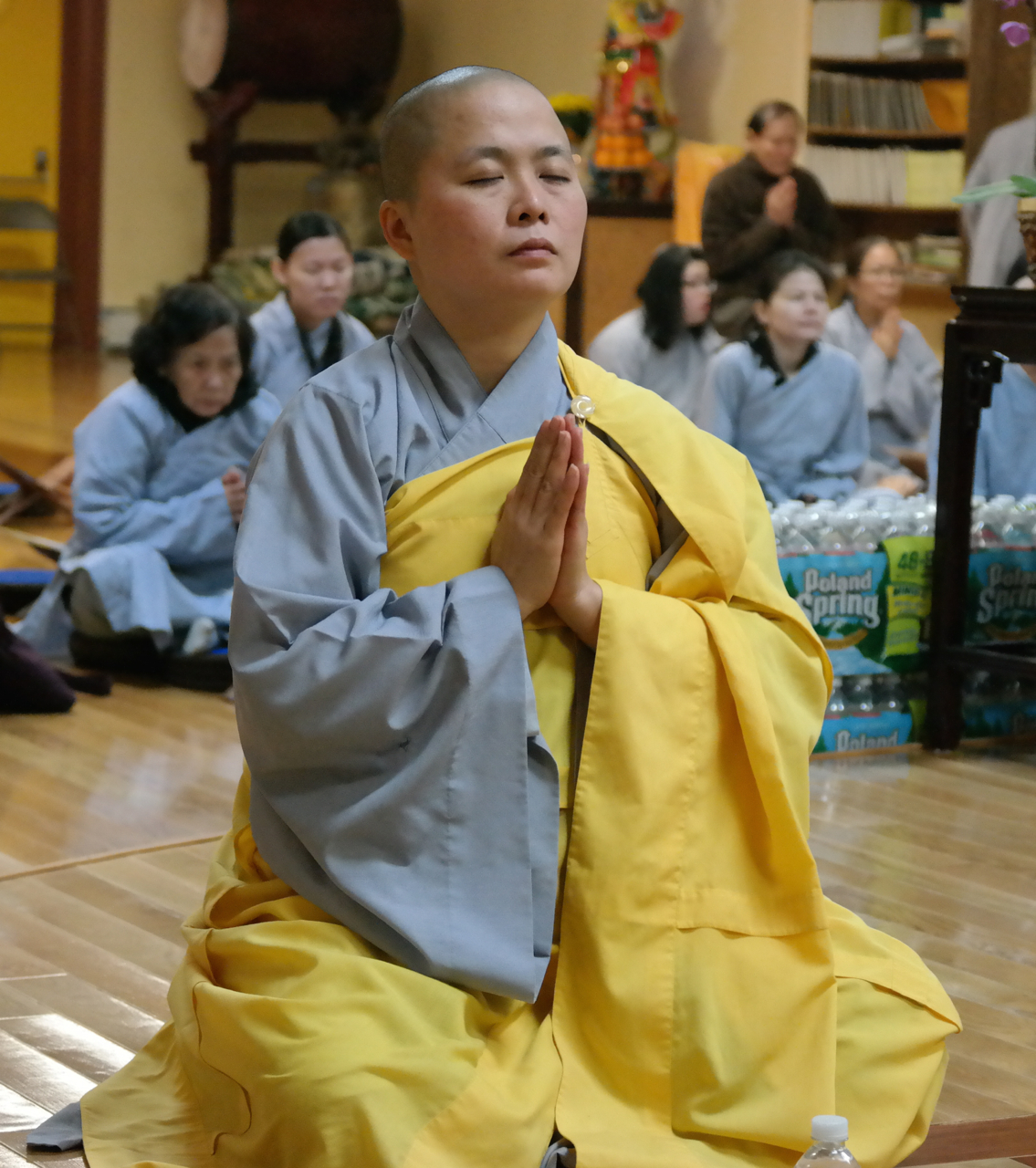